# 工人

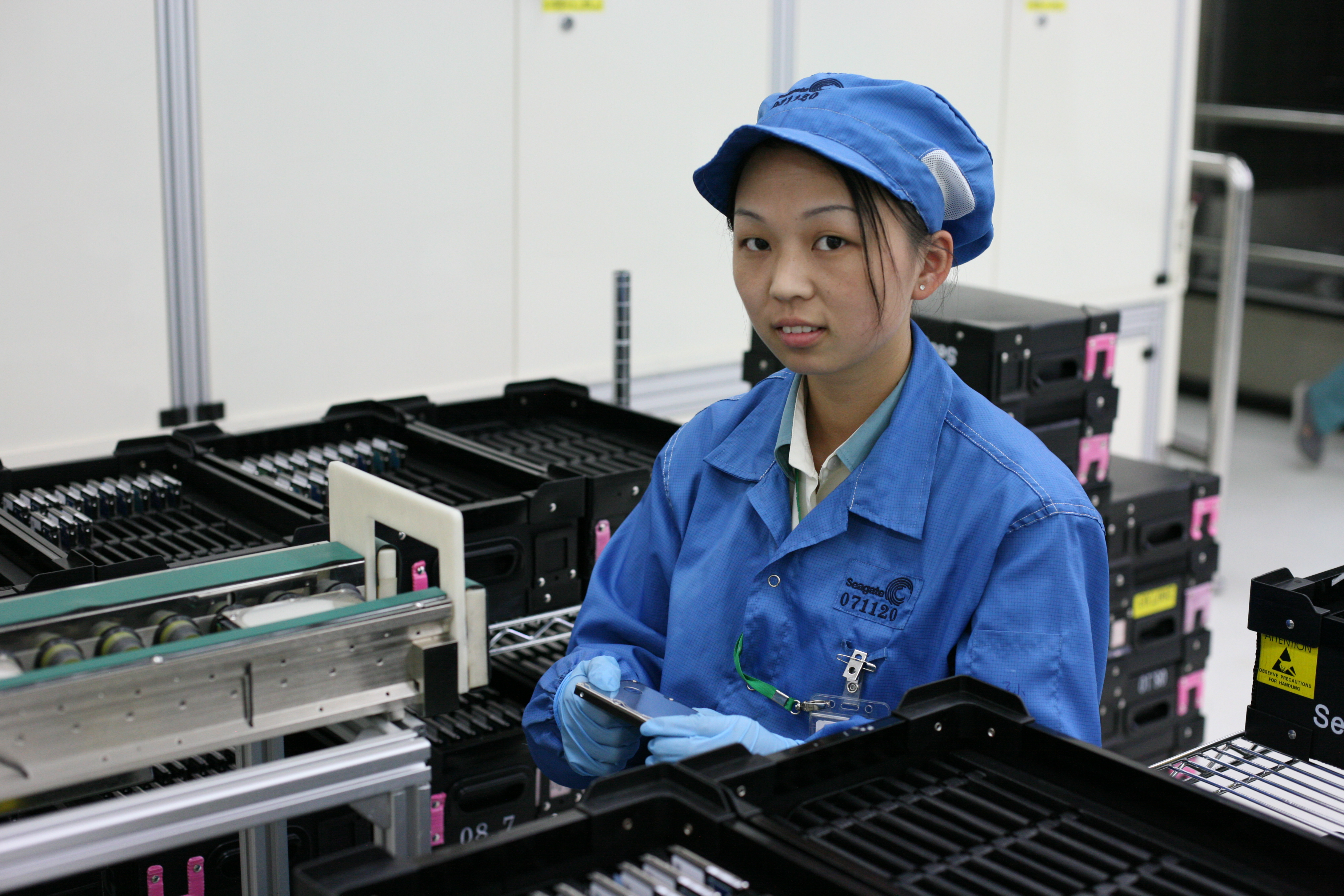
希捷硬碟廠的勞工

工人（英語：Laborer），又譯勞動者、勞工、職工、員工、體力工、上班族或打工人，一般指的是從事某種職業的、非老闆非資本家等級的所有工作者。在不同語境下，也可專指從事工业生产的人員。
工人最初是指在工厂中工作的人，除了工厂的管理層以外，其餘的都統称为工人。但是隨著社會和第三產業的發達，現代的「工人」一詞也可指所有在生產行業、服務行業領域裏工作的人，如服務員、電工、銷售員、辦公室人員等。在產業的最前線、最基層且只有最低工資的工人也可稱為「工人階層」；而現代絕大部分的工人其實是「勞工」，他們雖然在社會地位上不如管理層或資本家，但可能有巨大的收入，這批人可統稱為「受薪階層」。最後，那些收入較高的勞工、管理層和小企業的老闆又能合併為「中產階級」，是現代社會中的主要消費群體。

## 階級地位
在社会主义国家推崇共产主义的时代，工人的地位被推至至高无上。工人在工業生產中處於非常重要的地位，而現時所指的「工人」則是操作最低下層工作的人，較上層的「工人」被稱作「工程師」或「技師」或「技術人員」以作區別。在发展中国家或贫穷国家（第三世界），工人是地位最低层人民的贬称，作为工人階層會受其他人（尤其是城市居民）的歧视。如中国，對工人的称呼有：民工（現稱“农民工”）、下岗工人。
然而，在已開發國家中，工人的收入不亞於基層白領，專業的技術工人所能獲得的報酬甚至相當豐厚。
劳动从社会学和哲学的角度上来看，勞動是指括所有人类在自然界和社会以維持生活的手段。
- 白領（腦力型）
- 藍領（體力型）

### 進修部的工人
- 在台灣受到刑期處置的工人，往往因為教育程度較低下，無法針對法律上的自身權利進行捍衛，此類被送入牢中的工人稱之為進修部，對社會和司法體制失去掉信心。[1]